# Stuart Wilson
Stuart Wilson, född 25 december 1946 i Guildford i Surrey, är en brittisk skådespelare.
För svensk publik är Wilson troligen främst känd för rollen som riddaren Maurice de Bracy i Ivanhoe (1982), skurken Jack Travis i Dödligt vapen 3 (1992) och som guvernören Don Rafael Montero i Zorro – Den maskerade hämnaren (1998).

## Filmografi i urval
- 1972 – Familjen Strauss (TV-serie)
- 1975 – Månbas Alpha (TV-serie)
- 1982 – Ivanhoe (TV-film)
- 1984 – Juvelen i kronan (TV-serie)
- 1984 – Sherlock Holmes (TV-serie), Den andra fläcken
- 1985 – Wallenberg: A Hero's Story
- 1992 – Dödligt vapen 3
- 1993 – Oskuldens tid
- 1993 – Teenage Mutant Hero Turtles III
- 1998 – Zorro – Den maskerade hämnaren
- 1998 – Enemy of the State
- 2000 – Spelets Mästare
- 2000 – Vertical Limit
- 2001 – Robin Hoods dotter
- 2007 – Hot Fuzz
- 2008 – Morden i Midsomer (TV-serie), Magikerns brorson, Aloysius Wilmington